# Joel Aldrich Matteson

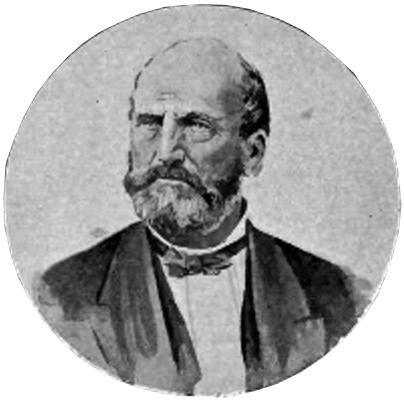
Joel Aldrich Matteson

Joel Aldrich Matteson, född 8 augusti 1808 i Watertown, New York, död 31 januari 1873 i Chicago, Illinois, var en amerikansk demokratisk politiker. Han var den 10:e guvernören i delstaten Illinois 1853–1857.
Matteson gifte sig med Mary Fish och paret fick sju barn. Paret flyttade 1833 till Illinois. Han var ledamot av delstatens senat 1842–1853.
Guvernörens residens i Springfield, Illinois Executive Mansion, blev färdig 1855 och Matteson blev den första guvernören som flyttade in i huset.
Under Mattesons tid som guvernör gjordes satsningar i delstatens skolsystem och järnvägsnät. Budgetunderskottet minskade och nya fängelseceller byggdes.
Matteson lämnade 1857 politiken. Han arbetade som verkställande direktör i järnvägsbolaget Chicago and Alton Railroad.
Hans grav finns på Oakwood Cemetery i Joliet, Illinois. Byn Matteson i Cook County, Illinois har fått sitt namn efter Joel Aldrich Matteson.